# Pirámide G 1c

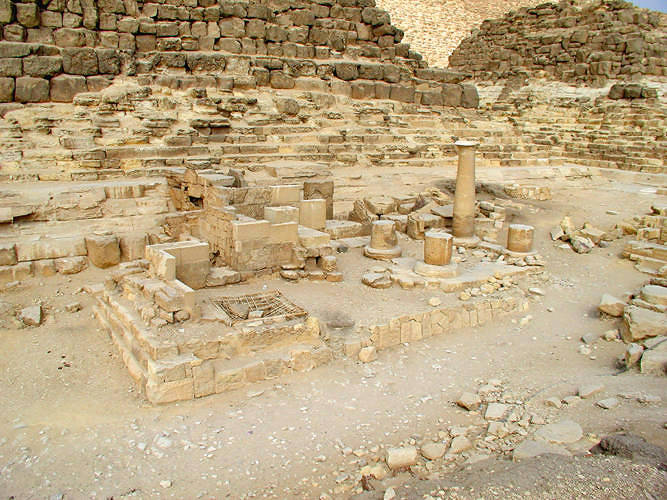
Restos del templo de Isis ante la pirámide G 1c.

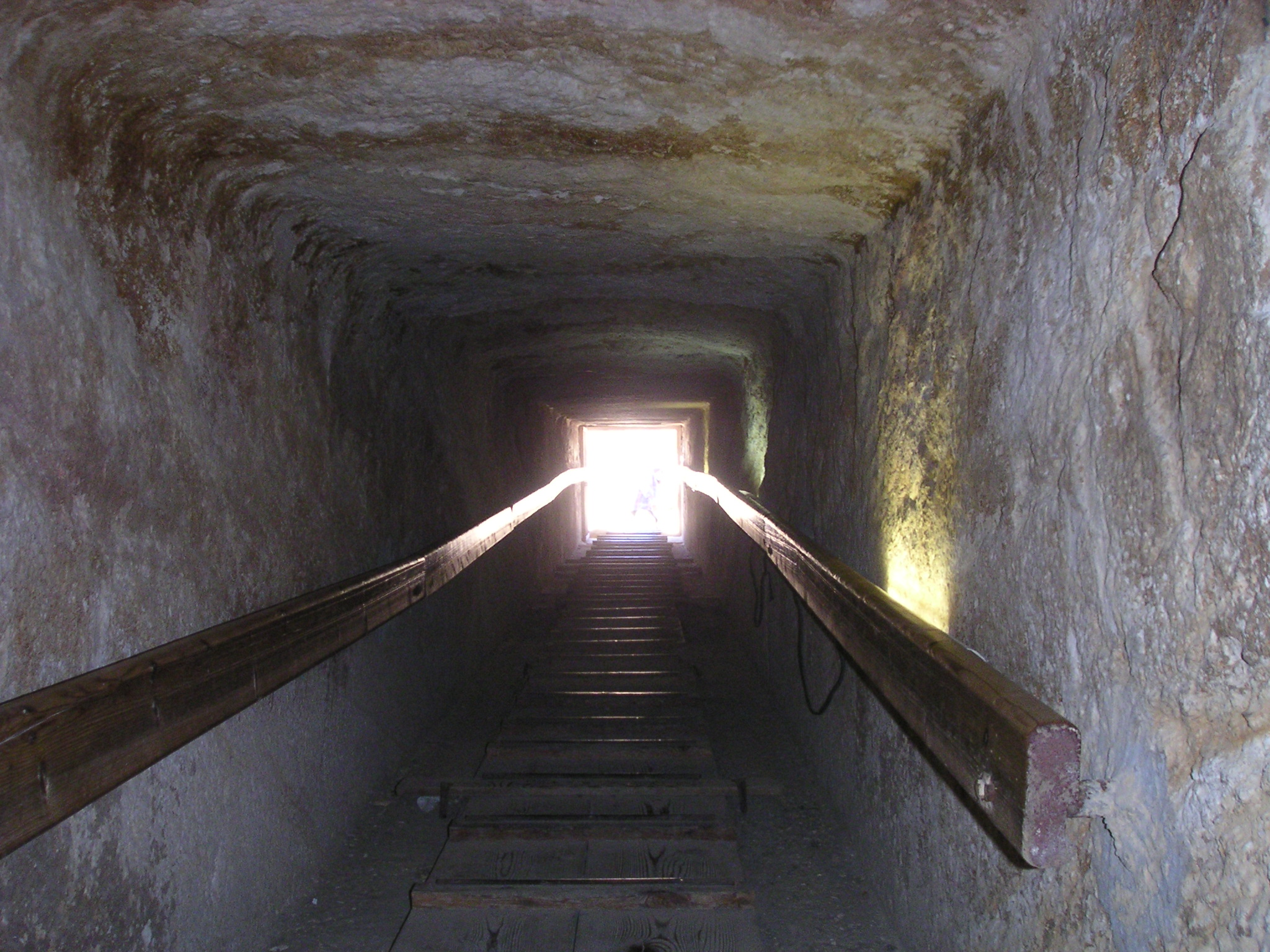
Túnel de la pirámide G 1c.

La pirámide G 1c es una de las cuatro pirámides subsidiarias del complejo funerario de Jufu, en el denominado campo oriental de Guiza. La pirámide, inmediatamente al lado este de la Gran Pirámide de Guiza, construida durante la dinastía IV de Egipto, es la situada más al sur de las tres pirámides de las reinas. Pertenece a la reina consorte Henutsen.
Tiene una base de 46,25 metros de lado y tenía una altura de 29,60 metros. Se cavó un nicho de unos 10 cm de profundidad en la pared sur de la cámara funeraria. Esta pirámide, originalmente no formaba parte del complejo piramidal de Jufu, ya que su lado sur no está alineado con el lado de la Gran Pirámide, sino con la cercana tumba mastaba de Jufujaf I. En algún momento se pensó que la pirámide G 1c fuese posiblemente una pirámide satélite, porque no tenía un foso para barca como las pirámides G 1a y G 1b. Sin embargo, posteriormente se determinó que era una pirámide inacabada que fue construida a toda prisa.  Existen rastros de su concepción primitiva aún visibles en las esquinas de la base del monumento. Se cree que Henutsen fue enterrada allí. El egiptólogo Rainer Stadelmann cree que Jufujaf y Jafra son la misma persona y que él construyó la pirámide para su madre, pero esta identificación es dudosa.
Un templo de Isis del período tardío se asienta contra la cara este de la pirámide. Este templo se construyó incorporando elementos de la antigua capilla funeraria. Entre los restos del templo se descubrió una estela (la estela del inventario), que data del Imperio Nuevo. Esta estela lleva una inscripción epigráfica que permite atribuir la pirámide a la reina Henutsen:

El Horus Medyu Hor viviente, rey del Alto y Bajo Egipto, Jufu, recibió la vida. Está al lado de la casa de la esfinge, al noroeste de la casa de Osiris, señor de Rosetaui, que estableció la casa de Isis. Está al lado del templo de la diosa que construyó su pirámide. Está al lado del templo que construyó una pirámide para la hija del rey, Henutsen.